# Sastroides tarsalis
Sastroides tarsalis is een keversoort uit de familie bladkevers (Chrysomelidae). De wetenschappelijke naam van de soort werd in 1994 gepubliceerd door Mohamedsaid in Mohamed Said, Mohamed S.